# Josphat Kiptis
Josphat Kiprop Kiptis (né le 16 novembre 1993) est un athlète kényan, spécialisé dans les courses de demi-fond et les courses de fond.

## Biographie
Le 20 juin 2015, il remporte le semi-marathon d'Olomouc, en République tchèque, en 1 h 0 min 21 s. Le 24 juin 2017, Kiptis remporte à nouveau le semi-marathon d'Olomouc en 1 h 1 min 50 s.

### Palmarès
| Date | Compétition             | Lieu    | Résultat | Épreuve       |
| ---- | ----------------------- | ------- | -------- | ------------- |
| 2015 | Semi-marathon d'Olomouc | Olomouc | 1er      | Semi-marathon |
| 2017 | Semi-marathon d'Olomouc | Olomouc | 1er      | Semi-marathon |

### Records
| Épreuve       | Performance    | Date            | Lieu    |
| ------------- | -------------- | --------------- | ------- |
| 3 000 m       | 8 min 0 s 40   | 16 juillet 2010 | Nairobi |
| 5 000 m       | 13 min 56 s 5  | 16 juin 2010    | Nairobi |
| 10 km         | 28 min 20 s    | 20 juin 2015    | Olomouc |
| 20 km         | 58 min 10 s    | 28 mars 2015    | Prague  |
| Semi-marathon | 1 h 0 min 21 s | 20 juin 2015    | Olomouc |